# Línea 39 (Buenos Aires)
La línea 39 es una línea de colectivos del Área Metropolitana de Buenos Aires. Une los barrios de Barracas y Chacarita, y es operada por la empresa Transportes Santa Fe S.A.C.I.
La misma corre desde la intersección de la Avenida Regimiento de Patricios y la calle Pedro de Mendoza, en el barrio porteño de Barracas, hasta Jorge Newbery al 3900, en el barrio porteño de Chacarita. Y en su recorrido pasa por zonas como Constitución, Monserrat, Tribunales, Avenida Santa Fe, Palermo y Colegiales. Se caracteriza por su llamativo corte de pintura que combina 2 tonalidades de marrón con blanco y detalles en dorado.
El actor infantil Carlitos Balá inició su carrera artística actuando en las unidades de la línea, la cual lo homenajea frecuentemente con mensajes en las mismas.
Además, la línea tiene una tradición que cada Nochebuena un empleado de la línea se viste de Santa Claus o localmente llamado "Papá Noel", haciendo el recorrido vestido de él.

## Servicio
El servicio opera las 24 h del día, los 365 días del año.
Sus frecuencias oscilan entre 7/15/20 minutos por ramal, según el día y la hora, y a su vez en los horarios de mayor demanda (días hábiles entre las 6:00 a 18:00 ) se refuerza con un servicio fraccionado hasta Plaza Constitución con una frecuencia de 10 minutos o desde las Calles Av. Santa Fe y Pueyrredón hasta Plaza Constitución o Barracas.

## Flota

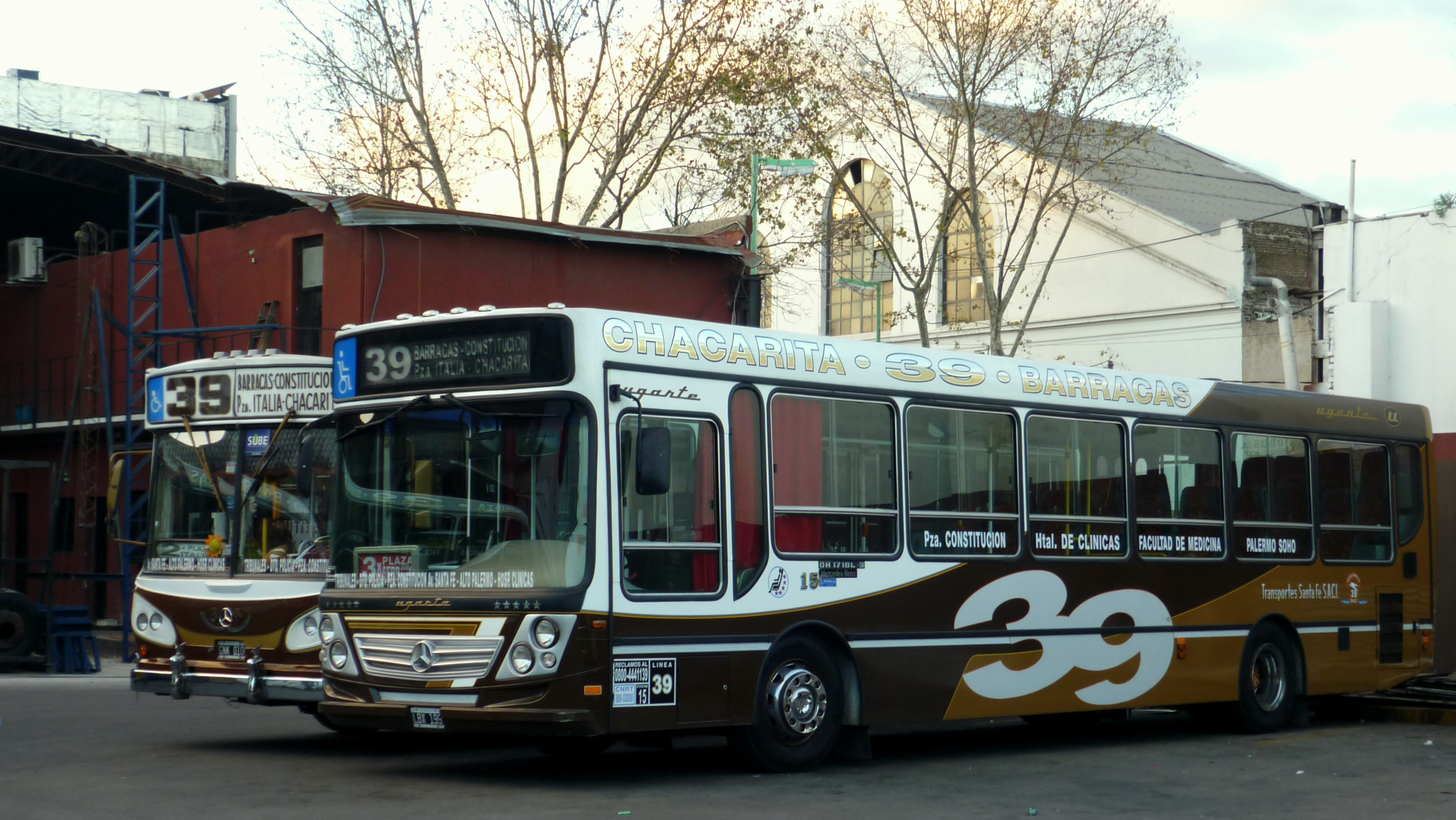
Unidades de la línea 39 estacionadas en la terminal de Barracas

Cuenta con un parque móvil de 92 unidades, compuesta únicamente por unidades sobre chasis Mercedes-Benz (de las series OH y O 500), pero carrozadas por distintas carrocerías: Italbus, La Favorita, Nuovobus y Ugarte. Las mismas poseen motor trasero, suspensión neumática y la toda la flota cuenta con rampa para silla de ruedas. A finales del 2012 comenzó la incorporación de unidades con aire acondicionado.

## Recorridos

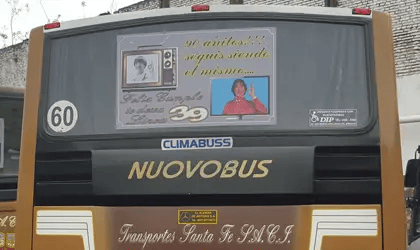
Homenaje a Carlitos Balá en un colectivo de la línea.

### Ramal 1 (por Ravignani)
Ida:	De Jorge Newbery y Guevara por Guevara, Maure, Av. Corrientes, Av. Federico Lacroze, Charlone, Castillo, Dr. Emilio Ravignani, Av. Santa Fe, Av 9 de Julio, Lima, Constitución, Lima Oeste, Av.Brasil,Gral Hornos, Av. Caseros, Bolívar, Av. Martín García, Av. Regimiento de Patricios hasta llegar a la Av. Don Pedro de Mendoza.
Regreso:	Desde Av Reg. de Patricios, Defensa, Av. Caseros, Bernardo de Irigoyen, Juan de Garay, Lima Este, Av. Brasil, Lima Oeste, Constitución, Salta, Av San Juan, Av 9 de Julio, Carlos Pellegrini, Av. Santa Fe, Ángel Carranza, Av. Córdoba, Av. Federico Lacroze, Av. Corrientes, Av. Jorge Newbery hasta Guevara.

### Ramal 2 (por Complejo El Dorrego)
Ida: Su Ruta hasta Charlone y Av. Jorge Newbery, continuando por ésta, Crámer, Costa Rica, Dr. Emilio Ravignani, su ruta hasta Barracas.
Regreso:	Desde Barracas, su ruta hasta Ángel Carranza y El Salvador, continuando por ésta, Conesa, Maure, Av. Córdoba, su ruta hasta Chacarita.

### Ramal 3 (por Plaza Serrano)
Ida:	 Desde Chacarita, por el mismo recorrido del ramal 1 hasta Dr. Emilio Ravignani y Gorriti continuando por ésta, Godoy Cruz, Costa Rica, Jerónimo Salguero, Av. Santa Fe, su ruta hasta Barracas.
Regreso:	Desde Barracas, su ruta hasta  Av. Santa Fe y Billinghurst, continuando por ésta, Beruti, Av.Coronel Díaz, Honduras,Araoz,El Salvador,Uriarte,Honduras, Ángel Carranza, continuando por el mismo recorrido del ramal 1 hasta Chacarita.

## Lugares de interés
- Barracas.
- Parque Lezama.
- Hospital General de Niños "Dr. Pedro de Elizalde".(Ex Casa Cuna)
- Plaza Constitución.
- Facultad de Ciencias Sociales de la UBA(Sede Constitución).
- Universidad Argentina de la Empresa (UADE).
- Avenida de Mayo.
- Obelisco.
- Tribunales.
- Teatro Colón.
- Avenida Santa Fe.yazcuenaga al 1077
- Facultad de Medicina.
- Hospital de Clínicas José de San Martín
- Hospital de niños Dr. Ricardo Gutiérrez.
- Alto Palermo Shopping.
- Jardín Botánico.
- Zoológico de Buenos Aires.
- La Rural (Predio Ferial de Buenos Aires)
- Plaza Italia.
- Estación Palermo.
- Puente Pacífico.
- Palermo viejo (Incluye Palermo Soho y Palermo Hollywood).
- Estación Federico Lacroze.
- Cementerio de la Chacarita.

## Administración

### Transporte Santa Fe S.A.C.I.
- Dirección: Jorge Newbery 3943, Chacarita, Buenos Aires.
- Teléfono: 4553-7558 / 4553-1415